# Donagh MacCarthy

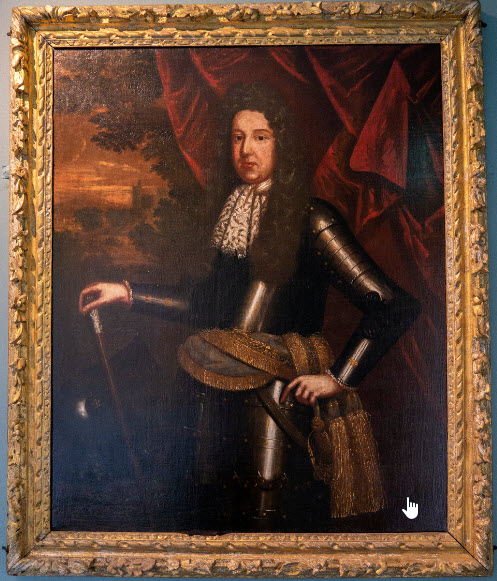
Donough MacCarty

Donagh MacCarthy, vizconde de Muskerry y duque de Clancarty (fallecido en agosto de 1665) fue un noble irlandés (así como el cuñado del primer Duque de Ormonde, James Butler) que prestó sus servicios como inspector general durante las Guerras confederadas. Fue uno de los diez líderes de las fuerzas Realistas nombrados en el Acta de Establecimiento de Irlanda (1652).

## Contexto
El nieto de Cormac MacCarthy, Donough McCarthy, recibió el título inglés hacia finales de la reconquista Tudor del siglo XVI. Era miembro de la familia MacCarthy de Muskerry, en el oeste del actual condado de Cork. Al contrario que muchas familias gaélicas, estos MacCarthys prosperaron en el estado protestante inglés de Irlanda a comienzos del siglo XVII. Sin embargo, Donagh MacCarthy se vio forzado a rebelarse contra este estado debido a los sucesos de la rebelión de octubre de 1641 que provocaron los irlandeses del Norte de la provincia de Úlster. Inicialmente, Muskerry preparó una fuerza armada con sus arrendatarios y dependientes para intentar mantener la ley y el orden. Sin embargo, se le llamó para unirse a la rebelión debido a las atrocidades cometidas por William St Leger, gobernador inglés en Munster, contra la población católica en general. Además, muchos de los allegados de Muskerry que habían perdido tierras por los colonizadores protestantes ya se habían unido a la rebelión, factor que sin duda influenció en la decisión de Muskerry. En 1642, puso a sus hombres al servicio de la Confederación Católica un gobierno alternativo católico con sede en la ciudad de Kilkenny que había sido formado por los rebeldes.

## Guerras confederadas
El vizconde Muskerry fue elegido para el "Consejo Supremo" de la Confederación de Kilkenny, su órgano efectivo de gobierno. Formó parte de la delegación que negoció con Carlos I de Inglaterra y su representante en Irlanda, James Butler para asegurar la alianza entre los Confederados irlandeses y los realistas ingleses en la Guerras de los Tres Reinos. Ormonde era cuñado de Muskerry y Muskerry simpatizaba más con la causa realista que con los confederados más intransigentes representados por Giovanni Battista Rinuccini y Owen Roe O'Neill. Estuvo presente en victoria católica de Cloghlea en 1643. Como general del ejército confederado de Munster, fue acusado por algún historiador (Tadhg O Hanrachain in The Catholic Reformation in Ireland) de sabotear la campaña de Munster antes de la batalla de Knocknanauss en 1647 para presionar a los Confederados de aceptar los acuerdos negociados con Ormonde.
Los confederados aprobaron un tratado con  Carlos II y los realistas inglesesen 1649, poco después de la ejecución de Carlos I por el Parlamento y la declaración de la Commonwealth. Sin embargo, Irlanda fue invadida rápidamente por el New Model Army Parlamentarista de Oliver Cromwell en 1649, que pretendía vengar el levantamiento de 1641, confiscar suficientes tierras como para pagar a los acreedores del parlamento y eliminar un peligroso baluarte del realismo. Ver Conquista cromwelliana de Irlanda.
Muskerry luchó los tres últimos años de campaña en sus territorios de Cork occidental y Kerry, donde reclutó tropas entre sus arrendatariosy grupos guerrilleros conocidos como "tories". Fue uno de los últimos comandantes irlandeses en rendirse. Tras ser derrotado por Roger Boyle, más tarde conde de Orerry en la Batalla de Knocknaclashy en 1651 se retiró a las montañas de Kerry. En junio de 1652 se rindió, entregando el castillo de Ross cerca de Killarney el 27 de junio. Después de desmantelar su ejército de 5000 hombres, abandonó Irlanda y viajó a España. Recibiría más adelante el título de conde de Clancarty de manos de Carlos II, recuperando finalmente sus fincas gracias al Acta de asentamiento de 1662 antes de su muerte en Londres en agosto de 1665. Sus hijos Charles y Justin MacCarthy, Vizconde Mountcashel sirvieron en las fuerzas inglesas durante la segunda guerra anglo holandesa y la guerra guillermita de Irlanda respectivamente.

## Descendencia
Hijos de Donough MacCarte, y Eleanor Butler:
- Helen MacCarte, Condesa de Clanricarde (d. c  29 Jun 1722)
- Margaret MacCarte, Condesa de Fingal (d. 4 Jan 1703)
- Charles MacCarte, Vizconde Muskerry (d. 3 Jun 1665)
- Callaghan MacCarte, III conde de Clancarty (d. 21 Nov 1676)
- Justin MacCarte, Vizconde Mountcashel (d. 1 Jul 1694)
- Dennis MacCarte (d. 4 Apr 1694)
- Lady Honora MacCarte